# Dynamine chryseis
Dynamine chryseis är en fjärilsart som beskrevs av Bates 1865. Dynamine chryseis ingår i släktet Dynamine och familjen praktfjärilar. Inga underarter finns listade i Catalogue of Life.